# Августалии
Августа́лии (лат. Ludi Augustales, августовские игры) — в Древнем Риме торжественные празднества и игры в честь Октавиана Августа, праздновавшиеся также и в других городах Римской империи.
Устраивались в Риме со времени победы над Антонием и Клеопатрой; ежегодно в день рождения Августа (23 сентября), и раз в пять лет в память его возвращения из Египта (12 октября). Оба празднества были придуманы преторами и, впоследствии, узаконены постановлениями сената — первое за год до н. э., а второе — в начале правления Тиберия.
Игры поначалу включали гимнастические и музыкальные состязания; император Клавдий присоединил к ним представления греческих комедий.
У греков августалии назывались «севастиями», — от греческого слова «возвышенный, священный».